# Маркиз де Арсикольяр

Герб муниципалитета Арсикольяр, провинция Толедо.

Маркиз де Арсикольяр — испанский дворянский титул. Он был создан 13 мая 1680 года королем Испании Карлосом II для Луисы де Кордобы и Сантильян Маррокин де Монтеэрмосо и Сепеда.
Название титула происходит от названия муниципалитета Арсикольяр в провинции Толедо, автономное сообщество Кастилия — Ла-Манча.
Нынешним носителем титула является Рафаэль Фернандес-Вильяверде и Сильва (род. 1949), 12-й маркиз де Арсикольяр с 1985 года.

## Маркизы де Арсилькольяр
|                                             | Титул                                                   | Период                                      |
| Креация создана королем Испании Карлосом II | Креация создана королем Испании Карлосом II             | Креация создана королем Испании Карлосом II |
| ------------------------------------------- | ------------------------------------------------------- | ------------------------------------------- |
| I                                           | Луиса Фернандес де Кордоба и Сантильян                  | 1680-                                       |
| II                                          | Франсиска Хосефа Фернандес Давил и Кордоба              |                                             |
| III                                         | Мария Фернандес Давила и Суньига (1698-                 |                                             |
| IV                                          | Мария Лорето Леонор Давила и Суньига (1684—1749)        |                                             |
| V                                           | Мария Каэтана Сармьенто Давила и Суньига (1707—1756)    |                                             |
| VI                                          | Хосе Хоакин де Сильва-Базан (1734—1802)                 | 1744-1802                                   |
| VII                                         | Хосе Габриэль де Сильва-Базан (1782—1839)               | 1802-1839                                   |
| VIII                                        | Франсиска де Борха де Сильва Тельес-Хирон (1815—1889)   | 1839-1889                                   |
| IX                                          | Хуан Эвангелиста де Сильва Тельес-Хирон (1828—1896)     | 1889-1896                                   |
| X                                           | Хосе де Сильва и Боршграв д’Альтена (1866—1938)         | 1896-1938                                   |
| XI                                          | Касильда де Сильва и Фернандес де Энестроса (1914—2008) | 1984-1985                                   |
| XII                                         | Рафаэль Фернандес-Вильяверде де Сильва (1949-)          | 1985 — настоящее время                      |

## История маркизов де Арсикольяр
- Луиса Фернандес де Кордоба и Сантильян, 1-я маркиза де Арсикольяр, первоначально носила титул виконтессы де Арсикольяр.

1. Супруг — Франсиско Фернандес Давила (1605—1673). Военный, кавалер Ордена Сантьяго

- Франсиска Хосефа Фернандес Давила и Кордоба, 2-я маркиза де Арсикольяр.

1. Супруг — Франсиско Лопес де Суньига и Салазар, маркиз де Байдес.

- Мария Фернандес Давила и Суньига, 3-я маркиза де Арсикольяр, маркиза де Байдес.

1. Супруг — Франсиско Мельчор Давила Месия Обандо и Суньига, маркиз де Лориана и маркиз де ла Пуэбла.

- Мария Лорето Леонор Давила и Суньига, 4-я маркиза де Арсикольяр, маркиза де Байдес и маркиза де Лориана.

1. Супруг — Хосе Франсиско Сармьенто и Веласко, граф де Салватьерра, граф де Пье-де-Конча и маркиз дель-Собросо.

- Мария Каэтана Сармьенто Давила и Суньига, 5-я маркиза де Арсикольяр, графиня де Пье-де-Конча.

1. Супруг — Педро Арталь де Сильва и Алагон (1703—1744), 8-й маркиз де Санта-Крус, 9-й маркиз дель-Висо, 5-й маркиз де Байона, 7-й маркиз де Вилласор и граф де Монте-Санто, главный майордом и губернатор инфанта Дона Фелипе.

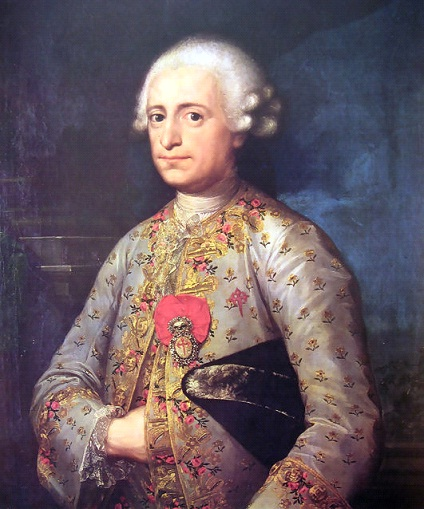
Хосе Хоакин де Сильва Сармьенто, 6-й маркиз де Арсилькольяр, портрет Антона Рафаэля Менгса.

- Хосе Хоакин де Сильва-Базан (1734—1802), 6-й маркиз де Арсикольяр, 9-й маркиз де Санта-Крус, 10-й маркиз дель-Висо, 6-й маркиз де Байона, 8-й маркиз де Вилласор и граф де Монте-Санто. Главный майордом короля Испании Карла III.

1. Супруга — Мария Соледад Фернандес де ла Куэва, 6-я маркиза де Кадрейта и 8-я графиня де де ла Торре, дочь герцога де Альбуркерке.
2. Супруга — Мария Ана Вальдштейн Вартемберг Лихтенштейн.

- Хосе Габриэль де Сильва-Базан (1782—1839), 7-й маркиз де Арсикольяр, 10-й маркиз де Санта-Крус, 12-й маркиз дель-Висо, 7-й маркиз де Байона, 9-й маркиз де Вилласор, граф де Монте-Санто и граф де Пье-де-Конча. Королевский сенатор, гранд Испании, алькальд Мадрида (1822), директор музея Прадо (1817—1820) и испанский посол в Париже.

1. Супруга — Хоакина Тельес-Хирон и Пиментель, графиня де Осильо, дочь герцог де Осуна.

- Франсиско де Борха де Сильва Тельес-Хирон (1815—1889), 8-й маркиз де Арсикольяр, 11-й маркиз де Санта-Крус, 12-й маркиз дель-Висо, 9-й маркиз де Вилласор, граф де Монте-Санто и де Пье-де-Конча. Королевский сенатор, вице-президент сената, алькальд коррехидор Мадрида (1848—1951)

1. Супруга — Мария де ла Энкарнасион Фернандес де Кордоба, дочь маркиза де Мальпика и Мансера.

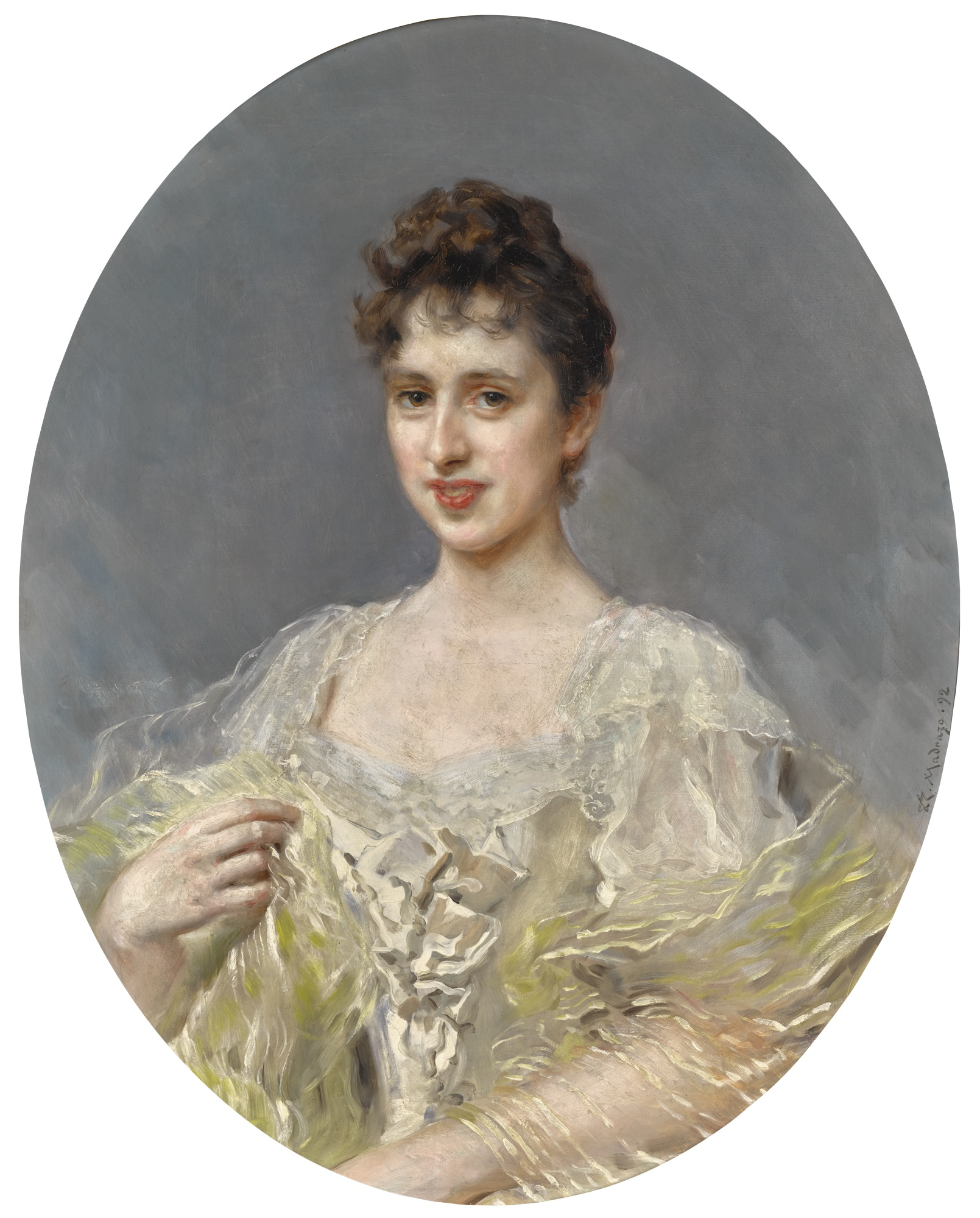
Клотильда Гонсалес де Кандамо, маркиза де Арсилькольяр (1892), pпортрет Раймундо Мадрасо.

- Хуан Эвангелиста де Сильва Тельес-Хирон (1826—1896), 9-й маркиз де Арсикольяр, дипломат, государственный советник.

1. Супруга — Лусия Боршграв д’Альтена, дочь графа де Боршграв д’Альтена и графа де ван дер Бурх.

- Хосе де Сильва и Боршгрев д’Альтена (1866—1938), 10-й маркиз де Арсикольяр.

1. Супруга — Клотильда Гонсалес де Кандамо.

- Касильда де Сильва и Фернандес де Энестроса (1914—2008), 11-я маркиза де Арсикольяр, 5-я герцогиня де Сан-Карлос, 4-я герцогиня де Санто-Мауро, 14-я маркиза де Санта-Крус-де-Мудела, 12-я маркиза де Вилласор, 15-я маркиза дель-Висо, 2-я графиня де Карвахаль, 6-я графиня де Эстрадас, 11-я графиня де Кастильехо и 3-я графиня де Сан-Мартин-де-Ойос.

1. Супруг — Хосе Фернандес-Вильяверде де Рока де Тогорес, 4-й маркиз де Посо-Рубио, дипломат, сын Раймундо Фернандеса-Вильяверде и Гарсии Риверо (1848—1905), 1-го маркиза де Посо-Рубио, председателя совета министров.

- Рафаэль Альфонсо Фернандес-Вильяверде де Сильва Рока де Тогорес и Фернандес де Энестроса (1949-), 12-й маркиз де Арсикольяр, предприниматель

1. Супруга — Офелия Шудер и Гарсия-Менокаль, внучка президента Кубы Марио Гарсии Менокаля-и-Деопа (1917—1923).